# Daya Baroh
Daya Baroh is een bestuurslaag in het regentschap Pidie van de provincie Atjeh, Indonesië. Daya Baroh telt 175 inwoners (volkstelling 2010).